# Sphingius scrobiculatus
Sphingius scrobiculatus är en spindelart som beskrevs av Tamerlan Thorell 1897. Sphingius scrobiculatus ingår i släktet Sphingius och familjen månspindlar.
Artens utbredningsområde är Myanmar. Inga underarter finns listade i Catalogue of Life.